# HD 216770
HD 216770 är en ensam stjärna belägen i den norra delen av stjärnbilden Södra fisken. Den har en skenbar magnitud av ca 8,11 och kräver ett mindre teleskop för att kunna observeras. Baserat på parallax enligt Gaia Data Release 2 på ca 27,2 mas, beräknas den befinna sig på ett avstånd på ca 120 ljusår (ca 37 parsek) från solen. Den rör sig bort från solen med en heliocentrisk radialhastighet på ca 31 km/s.

## Egenskaper
HD 216770 är en orange till gul stjärna i huvudserien av spektralklass K0 V. Den har en massa som är ca 0,74 solmassor, en radie som är ca 0,93 solradier och har ca 0,79 gånger solens utstrålning av energi från dess fotosfär vid en effektiv temperatur av ca 5 400 K.

## Planetssystem
År 2012 upptäckte Geneva Extrasolar Planet Search team två exoplaneter, HD 216770 b och HD 216770 c, i omlopp kring stjärnan, varav den senare ännu (2020) är obekräftad.
| Planet         | Massa      | Halv storaxel (AE) | Siderisk omloppstid (d) | Excentricitet | Inklination | Radie |
| -------------- | ---------- | ------------------ | ----------------------- | ------------- | ----------- | ----- |
| b              | ≥0,65 MJ   | 0,46               | 118,45 ± 0,55           | 0,37 ± 0,06   | -           | -     |
| c (obekräftad) | ≥0,1886 MJ | 0,102              | 12,456                  | 0,3887        | -           | -     |